# Dendrobium pycnostachyum
Dendrobium pycnostachyum är en orkidéart som beskrevs av John Lindley. Dendrobium pycnostachyum ingår i släktet Dendrobium, och familjen orkidéer. Inga underarter finns listade i Catalogue of Life.